# SS Karsik
SS Karsik fue un carguero de vapor de construcción alemana. Deutsche Schiff- und Maschinenbau (Deschimag) lo construyó como Soneck para Deutsche Dampfschifffahrts-Gesellschaft "Hansa" en 1938.
La Armada Real de los Países Bajos la capturó en las Indias Orientales Holandesas en 1940. Fue rebautizado como Karsik y la Koninklijke Paketvaart-Maatschappij (KPM) holandesa la operó hasta 1963.
En 1963 fue vendido, rebautizado como Pearl of Victoria y registrado en Panamá. Naufragó en el Mar Rojo en 1967.

## Hundimiento
El 17 de junio de 1967 chocó contra el arrecife Mismari frente a Yeda (Arabia Saudí) en el mar Rojo y naufragó.